# ヤシュ
ヤシュ（Yash、1986年1月8日 - ）は、インドのカンナダ語映画で活動する俳優。代表作には『K.G.Fシリーズ』のロッキー役があり、これまでにフィルムフェア賞 南インド映画部門、南インド国際映画賞を受賞している。

## 生い立ち
1986年1月8日にカルナータカ州ハーサン県の村ブーヴァナハリで生まれ、「ナヴィーン・クマール・ガウダ（Naveen Kumar Gowda）」と名付けられた。また、「出生時刻から見て"ಯ"（Ya）から始まる名前を付けなければならない」という占星術的な理由から「ヤシュワント（Yashwanth / Yeshwaant）」という別名も付けられた。このほか、子供に神名を付けるヒンドゥー教の慣習に基づき「ナーンジュンデシュワーラー（Nanjundeshwara、毒を飲む神＝シヴァ）」の名前も持っている。俳優の道に進む際に業界関係者から芸名を考えるように勧められたため、「カンナダ語映画の俳優としてユニークで目立つ存在になりたい」という理由で「ヤシュワント」を短くした「ヤシュ（Yash）」を芸名に選んだ。
父アルン・クマール・ガウダはカルナータカ道路交通公社（後のベンガルール大都市圏交通公社）のバス運転手、母プシュパは専業主婦であり、妹ナンディニはコンピュータ・エンジニアと結婚している。ガウダ家は飲食店も経営しており、幼少期のヤシュも家業の手伝いをしていた。彼は幼少期から俳優に憧れており、マイソールの学校に進学してからは積極的な舞台演劇やダンスコンテストに参加していた。10年生を終えたら俳優の道に進むことを考えていたが両親の反対に遭い、高校を卒業するまでは学業に専念することになり、マハージャナ教育協会で勉学に励んだ。両親はヤシュが役人になることを望んでいたが、ヤシュは2003年にバンガロールに移住して助監督として映画製作に携わることになった。しかし、撮影開始の2日目に企画が中止され、ヤシュはそのままバンガロールに留まることを選択したが、その時点で彼の所持金は300ルピーしかなかったという。生活に困窮した彼はB・V・カラントが主催するベーナカー劇団に参加し、日給50ルピーで裏方として働くようになった。
劇団での活動を通してヤシュは裏方から代役俳優となり、2004年には舞台でバララーマ役を演じた。また、演劇活動を続けるかたわらK・L・E協会 S・ニージャリンガッパ・カレッジに進学し、教養学の学士号を取得している。同年に『Uttarayana』でテレビドラマデビューし、2005年には『Nanda Gokula』でラーディカー・パンディットと共演した。その後はT・N・シータラームの『Male Billu』『Preeti Illada Mele』に出演し、ヤシュが安定した収入を得られるようになると、両親もバンガロールに移住して共に暮らすようになった。この間、7本の映画から出演依頼があったものの、脚本のチェックを要求したことで「生意気な新人」と見なされ、出演機会を得られなかった。

## キャリア

### 俳優

#### 2007年 - 2012年

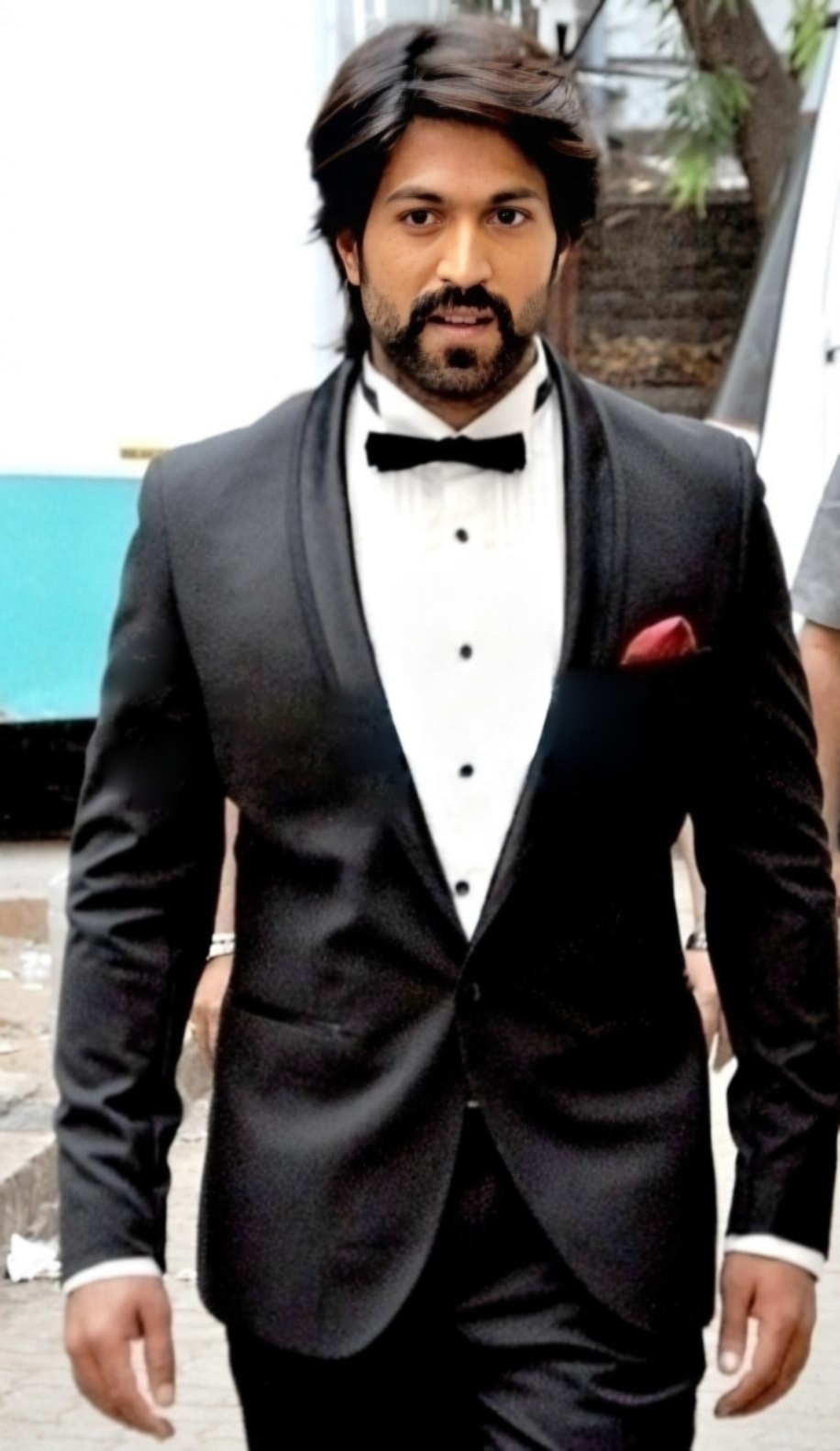
ヤシュ（2015年）

2007年にプリヤ・ハーサンの『Jambada Hudugi』で映画デビューし、『Indiaglitz』からは「ヤシュはデビュー作で非常によい演技を見せた」と批評された。2008年は4人の女子大生の恋愛模様を描いた『Moggina Manasu』に出演した。当初は別の俳優が起用されたが、撮影中に全治6か月の怪我を負ったため代役として起用されている。監督のシャシャンクは彼の起用を決めた理由として、『Preeti Illada Mele』での演技を見て感銘を受けたことを挙げている。ヤシュは『Preeti Illada Mele』出演時は髭を生やしていたが、『Moggina Manasu』の出演に際してシャシャンクから役作りのために髭を剃るように指示された。『Rediff.com』のR・G・ヴィジャヤサーラティは「脚本に欠陥があるものの、全体として上手くまとまっている」と評価し、男性キャストの中ではヤシュの演技を高く評価している。ヤシュは同作の演技でフィルムフェア賞 カンナダ語映画部門助演男優賞を受賞し、彼にとってのブレイクスルー作となった。
2008年は『Rocky』でビアンカ・デサイと共演し、両親との関係に問題を抱える大学生役を演じた。同作は批評家から酷評され興行的にも失敗しており、R・G・ヴィジャヤサーラティはヤシュについて「役柄がはっきりとしないため、この映画では居心地が悪そうだ」と批評している。2009年は2本の映画に出演し、『Kallara Santhe』では大学院を卒業後にオート・リクシャーの運転手になり、後に自殺を考えるようになる青年ソーム役を演じ、プロモーションのために地域のコンテストの優勝者をオート・リクシャーに乗せてバンガロール市内を走り話題を集めた。『ニュー・インディアン・エクスプレス』は映画について「婚外恋愛や政治家の汚職、縁故主義といった現代的な問題を多数盛り込んでいるが、監督はそれらを上手く表現できていない」と酷評している。2本目の『Gokula』ではヴィジャイ・ラーガヴェンドラ、プージャー・ガンディーと共演し、『ザ・タイムズ・オブ・インディア』は映画について「母と息子の絆を称えるセンチメンタルな物語が好きな人しか興味を持たないだろう」と批評したが、キャストの演技については高く評価している。両作とも興行成績は芳しくなかった。
2010年に『Modalasala』でバーマー・クルップと共演し、『デイリー・ニュース&アナライシス』は映画について「笑えるシーンと感傷的な気分に浸れるシーンが大量にある」と批評し、ヤシュについては「サンダルウッドで最高のダンサーの一人だ」と絶賛している。同作は興行的な成功を収め、ヤシュの単独主演作で初めてのヒット作となった。『Rajadhani』ではプラカーシュ・ラージと共演し、金銭目的で殺人を犯して警官から逃げ回る犯人役を演じた。同作は批評的・興行的に失敗し、『Rediff.com』はヤシュの演技について「彼は抑制の効いた演技を見せ、おしゃべりな恋人役以上の役柄を演じきった」と批評している。2011年にはタミル語映画『Kalavani』をリメイクした『Kirataka』でオーヴィヤーと共演し、彼女が演じる女子学生に恋する落第生役を演じた。『Rediff.com』のラクシュミーナーラーヤナは「ヤシュはカンナダ語映画界で一番の悪ガキだ。映画では素晴らしいダンスを披露するだけでなく、同時に演技の才能も見せてくれる」と批評している。同作は興行収入3000万ルピーを記録し、2011年公開のカンナダ語映画で最も収益を上げた映画の一つとなった。
2012年は3本の映画に出演し、『Lucky』ではCMディレクターを目指す青年ラッキー（ヴィッキー）役を演じ、ラムヤと共演した。ヤシュの演技について、『Rediff.com』のシュリカーント・シュリーニヴァーサは「ヤシュは物語の後半では成功者ヴィッキーとして登場するが、そこには依然としてラッキーとしての姿も存在している」、インド・アジア通信社は「映画の展開は予想の範囲内でしかなく、同時に矛盾する内容で非論理的なものだった。ヤシュはダンサーとしては上出来だったが、ラムヤとの相性もよくなかった」と批評している。2本目の『Jaanu』では恋人との結婚を果たすために家族からの反対に立ち向かうホテルオーナー役を演じ、インド・アジア通信社はヤシュのアクションを高く評価している。両作とも興行的な成功を収めている。3本目の『Drama』ではラーディカー・パンディットと共演し、『デイリー・ニュース&アナライシス』のシュルティ・I・Lは「2人は実にキュートなカップルであり、違和感のない演技でスクリーンを盛り上げてくれた」と批評している。同作は2012年公開のカンナダ語映画で最も収益を上げた映画の一つとなった。

#### 2013年 - 現在
2013年は『Chandra』の挿入曲「Tasse Otthu（カンナダ語版）」「Raaja Raajan（タミル語版）」のシーンにカメオ出演した。続いて出演した『Googly』ではクリティ・カルバンダー演じる女子大生の浮気を疑い別れを切り出すミソジニストの男子学生役を演じた。ヤシュはこれまで演じてきた「村の青年役」からの脱却を目指して『Googly』への出演を決め、「若々しくてチャーミングな外見」に一新するためヘアスタイルを大幅に変化させた。同作は興行的な成功を収め、2013年公開のカンナダ語映画で最も収益を上げた映画の一つとなった。また、『ザ・タイムズ・オブ・インディア』は同作の成功がヤシュをスターダムに押し上げ、カンナダ語映画界を代表する主演男優になったと指摘している。これ以降の主演作ではヤシュの存在がセールスポイントとしてアピールさせるようになり、「大衆のヒーロー」としての地位を確立した。タミル語映画『Sundarapandian』をリメイクした『Raja Huli』も興行的な成功を収めている。
2014年は『Gajakesari』に出演し、『Sify』は映画について「よく作り込まれたストーリーと素晴らしい脚本・映像」を高く評価し、ヤシュについても「彼以上にうまく役柄を演じられる俳優はいなかっただろう」と絶賛している。ラーディカー・パンディットと共演した『Mr. and Mrs. Ramachari』は興行収入5億ルピーを記録し、カンナダ語映画で最も収益を上げた映画の一つとなった。2015年は『Masterpiece』に出演し、興行的な成功を収めた。『ザ・ヒンドゥー』のアルチャナ・ネイサンは主人公をバガト・シンになぞらえた演出を酷評し、ヤシュの演技について「彼の台詞回しは甲高く、演技と同様に単調だ」と批評している。2016年は『Santhu Straight Forward』に出演し、興行収入は3億ルピーを記録して一定の成功を収めた。
2018年はプラシャーント・ニールの『K.G.F: CHAPTER 1』に出演し、コーラーラ金鉱の支配権を巡り犯罪組織と抗争を繰り広げるギャングのロッキー役を演じ、ヤシュは役作りのために髭を伸ばしている。歴代で最も高額な製作費である8億ルピーが投じられた同作は、2018年公開のカンナダ語映画で最も収益を上げた映画となった。また、汎インド映画として製作された『K.G.F: CHAPTER 1』はカンナダ語圏以外の地域でも上映され、ヤシュはインド全域で名前を知られるようになった。2022年には続編『K.G.F: CHAPTER 2』に引き続き出演し、サンジャイ・ダット、ラヴィーナー・タンダンと共演した。同作は興行収入が100億ルピーを超え、インド映画歴代興行成績第4位にランクインするヒット作となった。また、ロッキー役を演じたヤシュも批評家から絶賛されている。

### 俳優以外の活動
2017年にラーディカー・パンディットと共同で社会福祉NPO「ヤショマルガ財団」を設立し、2018年にコッパル県の干ばつ対策として4000万ルピーを寄付し、40か所の村に飲料水を提供した。また、複数のブランドとエンドーサー契約を結んでおり、2020年にはマリコのブランド「ビアード」と提携してライフスタイル・ブランド「ヴィラン」を立ち上げた。このほか、プロ・カバディ・リーグのチームであるベンガルール・ブルズのブランド大使を務めている。
2018年カルナータカ州議会議員選挙の期間中はジャナタ・ダル (世俗派)のS・R・マヘーシュ（クリシュナラージャナーガラ選挙区）、インド人民党のS・A・ラームダース（クリシュナラージャ選挙区）の選挙キャンペーンに携わり、2019年にはアンバリーシュの妻スマラタ（マンディヤ選挙区）を支持している。ヤシュ自身は政界進出の可能性について「条件さえ整えば立候補する用意はある」と発言している。同年末にはベンガルール警察が実施した飲酒運転撲滅キャンペーンに参加し、2021年にはCOVID-19パンデミックの影響を受けたカンナダ語映画界で働くスタッフ3000人を支援するため一人当たり5000ルピーを寄付した。

## 私生活
2007年に出演した『Nanda Gokula』でラーディカー・パンディットと出会い交際に発展するが、2人の関係は長い間伏せられていた。2014年に共演した『Mr. and Mrs. Ramachari』の公開以降、2人の関係を巡るメディアの報道が過熱し、2016年8月16日に友人や家族を招いたゴア州でのプライベートパーティーで婚約を発表した。同年12月9日にベンガルールで結婚式が執り行われ、式にはカルナータカ州の著名人や政治家が出席した。また、バンガロール宮殿ではファンを招待した結婚披露宴が執り行われた。結婚後、ヤシュとラーディカー・パンディットは2人の子供をもうけている。

## フィルモグラフィー

### 映画
| 年   | 作品                    | 役名                                         | 備考                                          | 出典   |
| ---- | ----------------------- | -------------------------------------------- | --------------------------------------------- | ------ |
| 2007 | Jambada Hudugi          | ラクシュミカーント                           |                                               | [ 13 ] |
| 2008 | Moggina Manasu          | ラーフル                                     |                                               | [ 18 ] |
| 2008 | Rocky                   | ロッキー                                     |                                               | [ 6 ]  |
| 2009 | Kallara Santhe          | ソーム                                       |                                               | [ 22 ] |
| 2009 | Gokula                  | N・ラージャー                                |                                               | [ 24 ] |
| 2010 | Thamassu                | イムラーン                                   | カメオ出演                                    | [ 76 ] |
| 2010 | Modalasala              | カールティク                                 |                                               | [ 26 ] |
| 2011 | Rajadhani               | ラージャー                                   |                                               | [ 28 ] |
| 2011 | Kirataka                | ナンディシャ                                 |                                               | [ 29 ] |
| 2012 | Lucky                   | ラッキー（ヴィッキー）                       |                                               | [ 32 ] |
| 2012 | Jaanu                   | シッダールト                                 |                                               | [ 34 ] |
| 2012 | Drama                   | T・K・ヴェンカテーシャ                       |                                               | [ 37 ] |
| 2013 | Chandra                 | ダンサー                                     | 「Tasse Otthu」「Raaja Raajan」歌曲シーン出演 | [ 38 ] |
| 2013 | Googly                  | シャラト                                     |                                               | [ 39 ] |
| 2013 | Raja Huli               | ラージャー・フーリー                         |                                               | [ 43 ] |
| 2014 | Gajakesari              | クリシュナ、バーフバリ                       |                                               | [ 44 ] |
| 2014 | Mr. and Mrs. Ramachari  | ラーマチャリ                                 |                                               | [ 77 ] |
| 2015 | Masterpiece             | ユーヴァ                                     |                                               | [ 50 ] |
| 2016 | Santhu Straight Forward | サントゥ                                     |                                               | [ 78 ] |
| 2018 | K.G.F: CHAPTER 1        | ラジャ・クリシュナッパ・バイリヤ（ロッキー） |                                               | [ 79 ] |
| 2022 | K.G.F: CHAPTER 2        | ラジャ・クリシュナッパ・バイリヤ（ロッキー） |                                               | [ 80 ] |

### テレビシリーズ
| 年   | 作品               | 役名           | 備考 | 出典   |
| ---- | ------------------ | -------------- | ---- | ------ |
| 2004 | Uttarayana         |                |      | [ 13 ] |
| 2004 | Silli Lalli        |                |      | [ 42 ] |
| 2005 | Nanda Gokula       |                |      | [ 81 ] |
| 2006 | Preeti Illada Mele |                |      | [ 82 ] |
| 2007 | Male Billu         | アルジュン     |      | [ 13 ] |
| 2007 | Shiva              | アーディティヤ |      |        |

### ミュージックビデオ
| 年   | 曲名              | 歌手            | 備考       | 出典   |
| ---- | ----------------- | --------------- | ---------- | ------ |
| 2016 | Spirit of Chennai | C・ギリーナンダ | シングル曲 | [ 83 ] |

## ディスコグラフィー
| 年   | トラック     | アルバム               | 備考             | 出典   |
| ---- | ------------ | ---------------------- | ---------------- | ------ |
| 2014 | Annthamma    | Mr. and Mrs. Ramachari |                  | [ 84 ] |
| 2015 | Annange Love | Masterpiece            | チッカンナと共同 | [ 85 ] |

## 評価

### 人物評

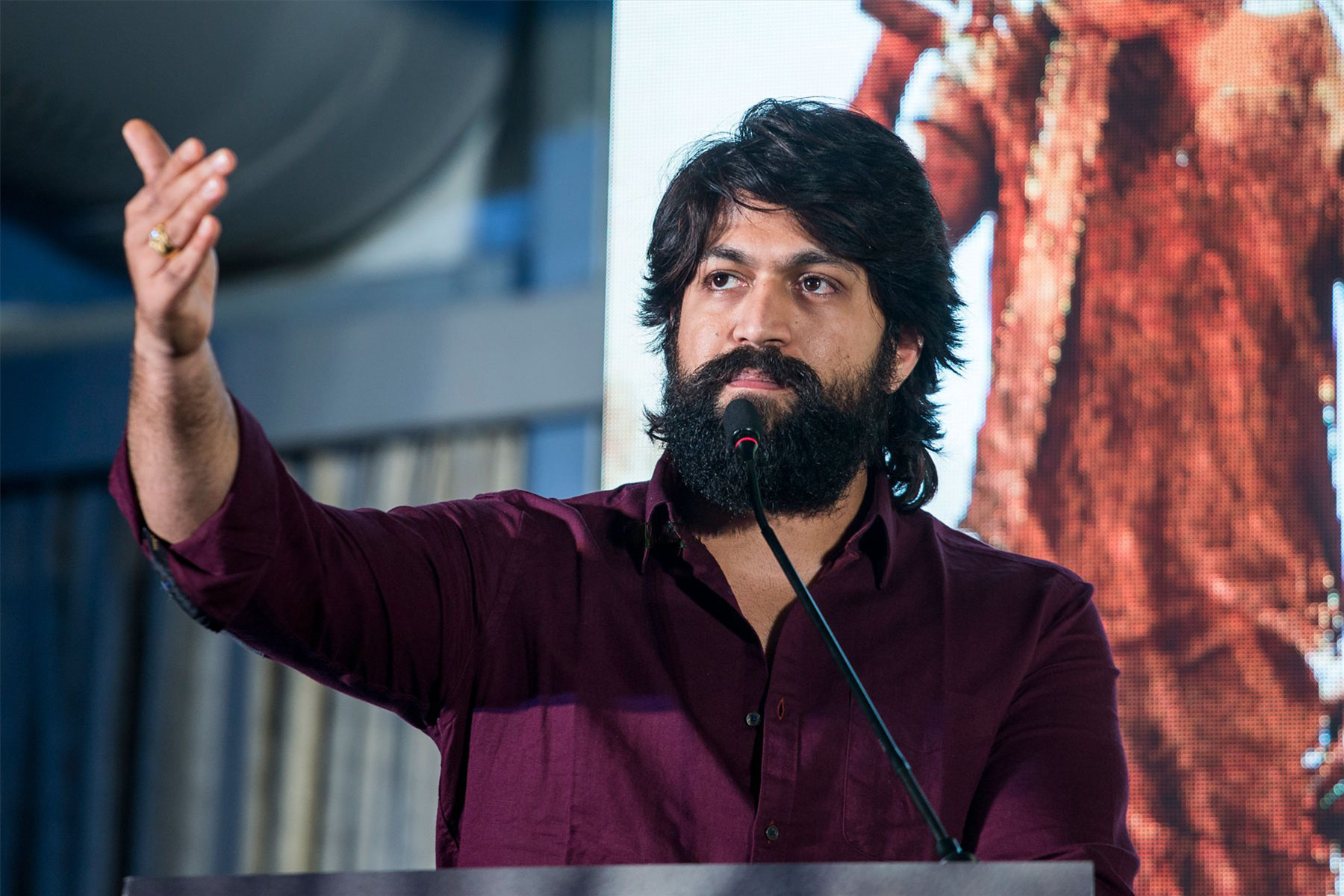
ヤシュ（2018年）

映画ジャーナリストのG・S・クマールは、ヤシュについて「外見や立ち振る舞いのよさ、そして、どんな曲にも合わせて踊れる才能をもって、彼はヤング・ボーイからワンダー・ボーイに成長を遂げた。恋する青年であれ村の青年であれ、彼は独自の演技スタイルを確立している。そして台詞回しや表情、立ち振る舞いも違和感がなく、とても自然なものだ」と評しており、これ以降の主演作では「大衆のヒーロー」の役柄を演じることが多くなった。また、ファンの間では「自分の決めたルール以外には従わない無骨なアイドル」というイメージから「ロッキング・スター・ヤシュ（Rocking Star Yash）」と呼ばれている。この愛称の由来については、次々と商業的な成功を収める「ロックさ」から取られているとも報じられている。
ヤシュはカンナダ語映画で最も出演料の高い俳優の一人であり、南インド映画で最も出演料の高い俳優の一人でもある。また、北インドに多くのファンを持つ数少ない南インド俳優の一人であり、これについて彼は「カンナダ語映画界での成功は時間をかけて手に入れたものでしたが、『K.G.F』の成功によって、たった一夜で成功を収めることがどんな気持ちになるのかを知りました」と語っている。『インディア・トゥデイ』のジャーナキ・Kはインド全域で高い知名度を得たヤシュを「カンナダ語映画の象徴」と評しており、2019年にはカンナダ俳優として初めて『フォーブス・インディア』の表紙に採用された。また、2021年10月には同紙が選ぶ「南インドのInstagramで最も影響力を持つ著名人リスト」で第3位にランクインしている。2012年に『バンガロール・タイムズ』が選ぶ「最も魅力的な男性リスト」で第11位にランクインし、2013年、2017年、2020年には第1位にランクインしている。2019年には『GQ』が選ぶ「最も影響力のあるインドの若者ベスト50」に選出された。

### 受賞歴
| 年                                | 部門                                         | 作品                                         | 結果                              | 出典                              |
| フィルムフェア賞 南インド映画部門 | フィルムフェア賞 南インド映画部門            | フィルムフェア賞 南インド映画部門            | フィルムフェア賞 南インド映画部門 | フィルムフェア賞 南インド映画部門 |
| --------------------------------- | -------------------------------------------- | -------------------------------------------- | --------------------------------- | --------------------------------- |
| 2009年                            | カンナダ語映画部門助演男優賞                 | 『Moggina Manasu』                           | 受賞                              | [ 20 ]                            |
| 2013年                            | カンナダ語映画部門主演男優賞                 | 『Drama』                                    | ノミネート                        | [ 99 ]                            |
| 2014年                            | カンナダ語映画部門主演男優賞                 | 『Googly』                                   | ノミネート                        | [ 100 ]                           |
| 2015年                            | カンナダ語映画部門主演男優賞                 | 『Mr. and Mrs. Ramachari』                   | 受賞                              | [ 77 ] [ 84 ]                     |
| 2015年                            | カンナダ語映画部門男性プレイバックシンガー賞 | - 「Annthamma」 - 『Mr. and Mrs. Ramachari』 | ノミネート                        | [ 77 ] [ 84 ]                     |
| 2016年                            | カンナダ語映画部門主演男優賞                 | 『Masterpiece』                              | ノミネート                        | [ 101 ]                           |
| 2019年                            | カンナダ語映画部門主演男優賞                 | 『K.G.F: CHAPTER 1』                         | 受賞                              | [ 102 ]                           |
| 2024年                            | カンナダ語映画部門主演男優賞                 | 『K.G.F: CHAPTER 2』                         | ノミネート                        | [ 103 ]                           |
| 南インド国際映画賞                |                                              |                                              |                                   |                                   |
| 2014年                            | カンナダ語映画部門主演男優賞                 | 『Googly』                                   | ノミネート                        | [ 104 ]                           |
| 2015年                            | カンナダ語映画部門主演男優賞                 | 『Mr. and Mrs. Ramachari』                   | 受賞                              | [ 105 ]                           |
| 2016年                            | カンナダ語映画部門主演男優賞                 | 『Masterpiece』                              | ノミネート                        | [ 106 ]                           |
| 2017年                            | カンナダ語映画部門主演男優賞                 | 『Santhu Straight Forward』                  | ノミネート                        | [ 107 ]                           |
| 2019年                            | カンナダ語映画部門審査員選出男優賞           | 『K.G.F: CHAPTER 1』                         | 受賞                              | [ 108 ]                           |
| 2019年                            | カンナダ語映画部門主演男優賞                 | 『K.G.F: CHAPTER 1』                         | 受賞                              | [ 108 ]                           |
| 2019年                            | スタイル・アイコン賞                         | N/A                                          | 受賞                              | [ 108 ]                           |
| 2023年                            | カンナダ語映画部門主演男優賞                 | 『K.G.F: CHAPTER 2』                         | 受賞                              | [ 109 ]                           |
| IIFAウトサヴァム                  |                                              |                                              |                                   |                                   |
| 2016年                            | カンナダ語映画部門主演男優賞                 | 『Mr. and Mrs. Ramachari』                   | 受賞                              | [ 110 ]                           |
| 2017年                            | カンナダ語映画部門主演男優賞                 | 『Masterpiece』                              | ノミネート                        | [ 111 ]                           |
| 2017年                            | カンナダ語映画部門男性プレイバックシンガー賞 | - 「Annange Love Aagidhe」 - 『Masterpiece』 | ノミネート                        | [ 111 ]                           |